# Ernst Ihbe
Ernst Ihbe (n. 20 decembrie 1913, Erlbach, Saxonia, Germania – d. 30 august 1992, Leipzig, Germania) a fost un ciclist de performanță german, medaliat olimpic. A participat la o ediție a Jocurilor Olimpice (1936) în care a câștigat o medalie de aur.

## Participări
Lista de mai jos prezintă principalele competiții la care a participat Ernst Ihbe de-a lungul carierei.
- cycling at the 1936 Summer Olympics – men's tandem[*]